# 目黒 (目黒区)

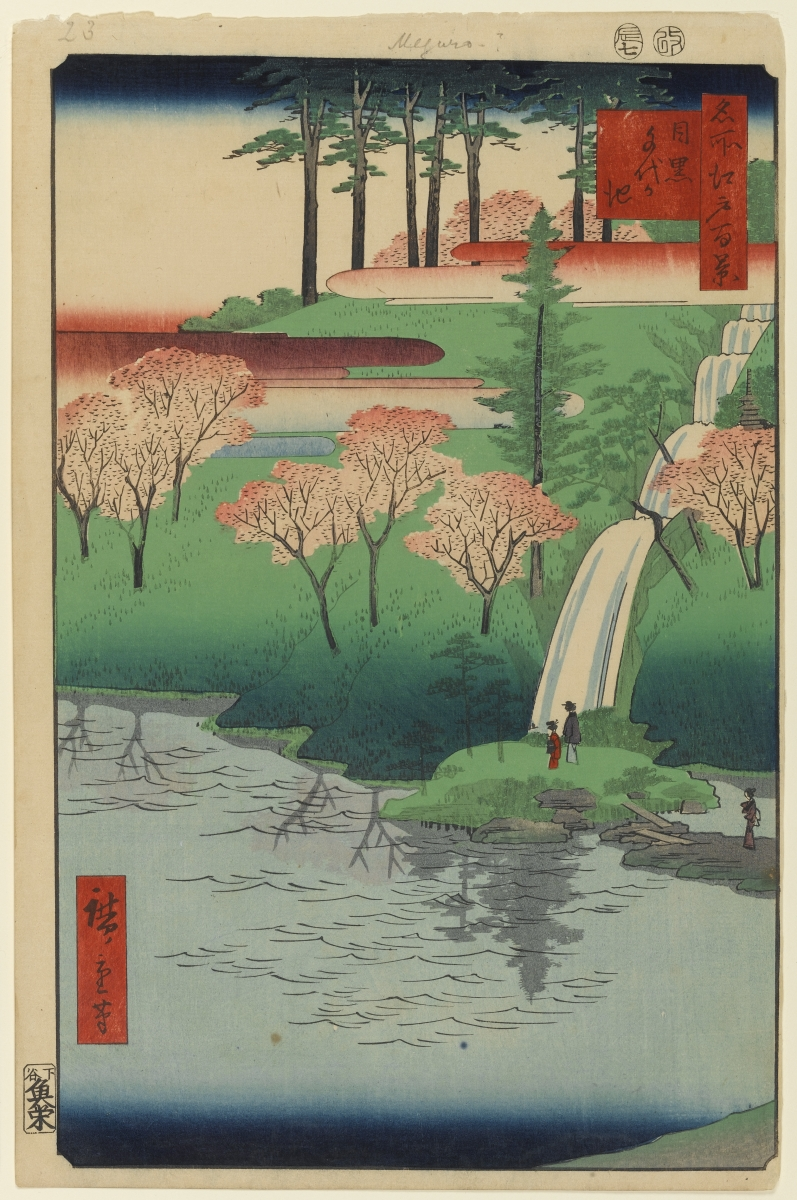
歌川広重

目黒（めぐろ）は、東京都目黒区の町名。現行行政地名は目黒一丁目から目黒四丁目。住居表示実施済区域。

## 概要
目黒区の北東に位置し、品川区（上大崎）との区境に当たる。高台の目黒一丁目から目黒四丁目まで、1km強に亘って帯状に続く地域である。目黒川が北西から南東に向かって流れており、川をはさんで23区内としては深い谷が刻まれている。谷はJR目黒駅から目黒通りでは権之助坂を下り、下った所で目黒川が流れる。その左右がすべて南西に下る台地となっており、台地から富士山が望むことができる。また目黒川から南西方向に再度緩やかな登坂が続き下目黒となる。
また、JR目黒駅を根拠とした汎称地名としても使われ、JR目黒駅が品川区上大崎にあるため、この一帯も含めて目黒地域と称することもある。

### 地価
住宅地の地価は、2025年（令和7年）1月1日の公示地価によれば、目黒2-1-18の地点で143万円/m2となっている。

## 歴史
江戸の守護のために安置された江戸五色不動の一つ、目黒不動（泰叡山瀧泉寺、目黒区下目黒）は慈覚大師円仁の創建と伝える古刹である。目黒不動は五色不動の中で最も著名であり、21世紀でも庶民の信仰を集めている。
1745年（延享二年）当時は、江戸町奉行が管轄する町屋の南西の端に位置していた。拡大する江戸の範囲を絵図に引いた朱色の線（朱引）の内側であると1818年（文政元年）に定めたとき、目黒は朱引の外側にあった。ただし、町奉行の支配地域である黒線（墨引）の内側には入っていた。本来であれば江戸の領域外となるはずだったが、目黒不動尊のために唯一の例外として御府内とされた。江戸末期に至るまで武家地としてはもとより町人町としてもほとんど機能しておらず、目黒不動尊の寺町として栄えていた。筍の名産地だった。
明治に入ると東京奠都や明治政府設立に大きく貢献した公家の三條實美公爵邸をはじめ佐賀藩士の久米邦武邸など、上大崎と区境を跨る形で広大な邸宅が点在する住宅地として知られるようになった。

### 地名の由来
旧：荏原郡中目黒村と下目黒村にまたがる地域である。そのため中目黒や下目黒とするわけにもいかず、結局は目黒駅に近いことから目黒と名づけられた。中目黒村、下目黒村や目黒町の中心地域ではなかった。目黒区役所は上目黒にある。

## 世帯数と人口
2025年（令和7年）3月1日現在（目黒区発表）の世帯数と人口は以下の通りである。
| 丁目       | 世帯数    | 人口     |
| ---------- | --------- | -------- |
| 目黒一丁目 | 2,340世帯 | 3,856人  |
| 目黒二丁目 | 1,697世帯 | 2,733人  |
| 目黒三丁目 | 1,834世帯 | 3,291人  |
| 目黒四丁目 | 1,823世帯 | 3,577人  |
| 計         | 7,694世帯 | 13,457人 |

### 人口の変遷
国勢調査による人口の推移。
| 年                 | 人口   |
| ------------------ | ------ |
| 1995年（平成7年）  | 10,927 |
| 2000年（平成12年） | 11,392 |
| 2005年（平成17年） | 12,103 |
| 2010年（平成22年） | 12,595 |
| 2015年（平成27年） | 13,322 |
| 2020年（令和2年）  | 13,832 |

### 世帯数の変遷
国勢調査による世帯数の推移。
| 年                 | 世帯数 |
| ------------------ | ------ |
| 1995年（平成7年）  | 5,104  |
| 2000年（平成12年） | 5,662  |
| 2005年（平成17年） | 6,307  |
| 2010年（平成22年） | 6,541  |
| 2015年（平成27年） | 6,978  |
| 2020年（令和2年）  | 7,348  |

## 学区
区立小・中学校に通う場合、学区は以下の通りとなる（2025年4月現在）。
| 丁目       | 街区            | 小学校               | 中学校             |
| ---------- | --------------- | -------------------- | ------------------ |
| 目黒一丁目 | 全域            | 目黒区立田道小学校   | 目黒区立大鳥中学校 |
| 目黒二丁目 | 1〜3番 13〜15番 | 目黒区立田道小学校   | 目黒区立大鳥中学校 |
| 目黒二丁目 | 4〜12番         | 目黒区立下目黒小学校 | 目黒区立大鳥中学校 |
| 目黒三丁目 | 4〜21番         | 目黒区立下目黒小学校 | 目黒区立大鳥中学校 |
| 目黒三丁目 | 1〜3番          | 目黒区立田道小学校   | 目黒区立大鳥中学校 |
| 目黒四丁目 | 全域            | 目黒区立油面小学校   | 目黒区立大鳥中学校 |

## 交通
バス停留所
- 東急バス (黒01 黒02 黒06 黒07 黒09 東98) 権之助坂、大鳥神社前、元競馬場前
- 東急バス  (黒01 黒02 黒06 黒07 東98) 権之助坂、大鳥神社前、元競馬場前
- 東急バス (黒09 渋41 渋72) 田道小学校入り口

道路
- 東京都道312号白金台町等々力線（目黒通り）
- 東京都道317号環状六号線（山手通り）
- 田道庚申通り
- 中町通り
- 油面通り

坂
- 権之助坂
- 金毘羅坂
- 三条坂[13]
- 十七が坂
- 馬喰坂

河川
- 目黒川
  - 田道橋
  - ふれあい橋
  - 目黒新橋

## 事業所
2021年（令和3年）現在の経済センサス調査による事業所数と従業員数は以下の通りである。
| 丁目       | 事業所数  | 従業員数 |
| ---------- | --------- | -------- |
| 目黒一丁目 | 259事業所 | 3,914人  |
| 目黒二丁目 | 169事業所 | 2,355人  |
| 目黒三丁目 | 120事業所 | 1,132人  |
| 目黒四丁目 | 104事業所 | 612人    |
| 計         | 652事業所 | 8,013人  |

### 事業者数の変遷
経済センサスによる事業所数の推移。
| 年                 | 事業者数 |
| ------------------ | -------- |
| 2016年（平成28年） | 614      |
| 2021年（令和3年）  | 652      |

### 従業員数の変遷
経済センサスによる従業員数の推移。
| 年                 | 従業員数 |
| ------------------ | -------- |
| 2016年（平成28年） | 6,756    |
| 2021年（令和3年）  | 8,013    |

## 施設
- 目黒区民センター
  - 目黒区民センター公園
  - 目黒区美術館
  - 目黒区民センター図書館
  - 体育館
  - 目黒区中小企業センターホール
- 目黒区立田道小学校
- 目黒区立目黒東児童遊園
- 目黒区立大塚山公園
- ミクロネシア連邦大使館
- 東京インドネシア共和国学校
- 東京インドネシアモスク（英語版）

## その他

### 日本郵便
- 郵便番号 : 153-0063[3]（集配局 : 目黒郵便局[16]）。